# Lita Ford
Lita Rossana Ford (Londen, 19 september 1958), bekend als Lita Ford, is een Amerikaanse solo-zangeres en gitariste van de naar haar vernoemde band. Voordat ze onder haar eigen naam furore maakte, was ze de gitariste in The Runaways, naast Joan Jett, die vooral bekend werd van Joan Jett and the Blackhearts.

## Privé
Ze werd geboren als Lita Rossana Ford op 19 september 1958. Haar vader, Harry Lenard Ford, was een Engelsman en haar moeder, Isabella Benvenuto, was een Italiaanse. Ze trouwden in Italië in 1945. Daarna verhuisden ze naar Streatham in Zuid-Londen, waar Lita werd geboren. Ze was hun enige kind. Toen ze vier jaar oud was verhuisde het gezin naar de Verenigde Staten. Aanvankelijk vestigde het gezin zich in Boston, toen in Dallas en uiteindelijk in Zuid -Californië.
Als elfjarige begon ze met gitaarspelen op een akoestische gitaar. Op haar veertiende jaar kocht ze haar eerste elektrische gitaar, een Gibson SG. Haar grote voorbeeld op dat moment was Ritchie Blackmore. Op zestienjarige leeftijd wordt ze doorgelaten na een auditie bij The Runaways, als sologitarist. Lita kan ook drummen, keyboard en basgitaar spelen.
Lita was van 1994 tot en met 2011 getrouwd met Jim Gillette (zanger van Nitro). Ze kregen samen twee zonen, James en Rocco Gillette. Ze is ook getrouwd geweest met toenmalig W.A.S.P.-gitarist Chris Holmes. In die periode zong ze ook een nummer in voor W.A.S.P, The Headless Children (1989). Ook is ze verloofd geweest met Black Sabbath-gitarist Tony Iommi.

## Carrière

### The Runaways
Lita was zestien jaar toen ze gevraagd werd voor The Runaways, een rockband die volledig bestond uit vrouwen. In die band speelde ook Joan Jett, die solo ook een aantal hitparadesuccessen haalde, onder begeleiding van Desmond Child. De band sleepte een contract binnen en bracht in 1976 hun eerste album uit. De capaciteiten van Lita Ford als sologitarist en de andere bandleden snoerden critici, die de band als een gimmick zagen, de mond. Dat kon niet voorkomen dat de band in 1979 uit elkaar viel. De voornaamste reden die hiervoor genoemd wordt, is dat Joan Jett een combinatie van pop en punk voor ogen had, terwijl Ford en drummer Sandy West de kant van hardrock op wilden blijven gaan. The Runaways bracht vier studio-albums uit, in vier jaar tijd.

### Solo
Het duurde tot 1983 voordat Ford een soloproject van de grond kreeg. Haar eerste album, ‘Out For Blood” (1983) was een commerciële teleurstelling. Met Dancin' On The Edge (1984) bleef het grote succes weliswaar ook nog uit, maar wist ze zichzelf in de kijker te spelen bij het hardrockpubliek en de media. Een deel van dit succes was te danken aan het feit dat Ford er minder moeite mee begon te krijgen haar sexappeal in de strijd te gooien, waardoor ze regelmatig schaars gekleed op posters verschijnt. Van dit album werd een aantal singles uitgebracht die haar haar eerste hitparadesuccessen brachten in diverse landen.
Het promoten van haar singles kostte dusdanig veel tijd, dat ze niet toekwam aan een nieuw album schrijven. Wel had ze nog The Bride Wore Black opgenomen met Tony Iommi, maar dit werd nooit uitgebracht. De reden hiervoor was volgens Ford dat haar toenmalige platenbaas geen brood zag in heavy metal. “The president was a country fan and he didn't have a clue as what to do with me". In 1988 brengt ze het album Lita uit. Ze was inmiddels toegetreden tot het management van Sharon Osbourne. Op dit album lijkt ze voor het eerst een compromis te sluiten tussen haar liefde voor echte hardrock en popmuziek. Ook schakelt ze de hulp van anderen in, waaronder Nikki Sixx (Mötley Crüe), waarmee ze het nummer Falling in and out of Love schrijft. Het nummer Close My Eyes Forever van dat album, dat ze zingt als duet met Sharons echtgenoot Ozzy Osbourne, zou haar grootste hit tot nu toe worden.

### Comeback
De albums daarna leveren haar nooit meer de hits die ze met het album Lita scoorde en met het album Black (1994) in 1995 neemt ze voorlopig afscheid van het publiek. Ze richt zich in deze periode op haar huwelijk met Jim Gillette en de twee zoons die ze met hem krijgt. In juni 2008 laat Ford voor het eerst weer van zich horen en ze begint met een nieuwe formatie live optredens te geven. In 2009 brengt ze haar eerste album in bijna vijftien jaar uit, Wicked Wonderland. Het brengt haar weer in de spotlights en ze speelt weer op alle grote heavymetalfestivals. Het duurt tot 2012 voor ze - na te zijn gescheiden van Gillette - haar volgende album Living Like a Runaway uitbrengt, waarmee ze knipoogt naar haar eigen muzikale verleden. Volgens de website Lords of Metal kan ze naar haar oude stijl terugkeren omdat ze de muzikale invloed van haar ex-man op haar sound niet langer hoeft te verweven in haar muziek, wat nog wel het geval was op Wicked Wonderland.
In 2016 kwam haar autobiografische boek Living Like a Runaway: A Memoir uit.

## Discografie met The Runaways

### Studioalbums
- The Runaways (1976)
- Queens of Noise (1977)
- Waitin' for the Night (1977)
- And Now... The Runaways (1978)

### Livealbums
- Live in Japan (1977)

### Singles
- "Cherry Bomb" / "Blackmail" (1976)

("Is It Day or Night" op Franse single)
- "Secrets" / "Rock and Roll"
- "Queens of Noise" / "Born to Be Bad" (1977)
- "Midnight Music" / "Neon Angels on the Road to Ruin"
- "Heartbeat" / "Neon Angels on the Road to Ruin"

("I Love Playin' with Fire" was de A-kant op de Australische versie)
- "All Right You Guys" / "Blackmail"
- "School Days" / "Wasted"
- "Mama Weer All Crazee Now" / "Right Now" (1978)
- "Right Now" / "Black Leather" (1979)

## Discografie Solo

### Studioalbums
- Out for Blood (1983)
- Dancin' on the Edge (1984
- Lita (1988)
- Stiletto (1990)
- Dangerous Curves (1991)
- Black (1994)
- Wicked Wonderland (2009)
- Living Like a Runaway (2012)
- Time Capsule (2016)

### Livealbums
- Greatest Hits Live! (2000)
- Kiss Me Dealy - Live (roze vinyl-lp 2007)
- The Bitch is Back... Live (2013)

### Singles
- "Out for Blood" (1983)
- "Dressed to Kill"
- "Fire in My Heart" (1984)
- "Gotta Let Go"
- "Kiss Me Deadly" (1988)
- "Back to the Cave"
- "Close My Eyes Forever" (met Ozzy Osbourne) (1989)
- "Falling in and out of Love"
- "Hungry" (1990)
- "Lisa"
- "Shot of Poison" (1991)
- "Playing with Fire" (1992)
- "Larger Than Life"
- "Killin' Kind" (1995)
- "Crave" (2009)
- "Living Like a Runaway" (2012)
- "Mother"